# Cirrospilus
Cirrospilus es un género de Hymenoptera microscópicos en su mayoría. Algunas especies de este género han sido reportadas como parasitoides de Phyllocnistis citrella. (referencias falsas) Hay alrededor de 160 especies.